# Baryliet
Het mineraal baryliet is een barium-beryllium-silicaat met de chemische formule BaBe2(Si2O7). Het behoort tot de sorosilicaten.

## Eigenschappen
Het kleurloze, wit tot blauwwitte transparante mineraal heeft een witte streepkleur en glasglans. Het kristalstelsel van baryliet is orthorombisch, de gemiddelde dichtheid is 4,04 en de hardheid is 6 tot 7. Het mineraal is niet radioactief of magnetisch.

## Naamgeving
De naam van het mineraal baryliet is afgeleid van het Griekse woord barys, dat "zwaar"  betekent.

## Voorkomen
Zoals veel berylliumhoudende mineralen komt baryliet vooral voor in pegmatieten. Ook in andere felsische intrusies wordt het mineraal gevonden. De typelocatie is Langbanshyttan, Vermland, Zweden.